# 古沢保
古沢保（ふるさわ たもつ、1971年2月26日 - ）は、東京都出身のフリーライター。

## 来歴・人物
- 東京都立小松川高等学校、千葉大学文学部文学科卒業。書籍流通会社、テレビ雑誌編集部を経て、1998年頃より各種雑誌に署名記事を執筆、単行本も手がける。
- 著書の題材は、テレビ番組や街歩き関連が多い。
- 郵便局で使用される風景印を集めており、これを素材にした紀行本を刊行している他、展覧会も開いている[1]。
- その他、作家インタビューや児童向け読み物、ビジネス書などノンジャンルで活動。
- 2003年度-2007年度、NHK教育テレビの『金曜かきこみTV』『土曜かきこみTV』の番組制作に携わる。
- TBSテレビの『東京ウォーキングマップ』に、時々“散歩師”として出演している。

## 著書

### 単著
- 『3年B組金八先生卒業アルバム -桜中学20年の歩み』（同文書院）2000年3月　ISBN 9784810377118
- 『教習所物語（ノベライズ）』（KKベストセラーズ）2000年12月 ISBN 9784584185742
- 『3年B組金八先生PERFECT BOOK -みんなで歩いたまっすぐな道』（学習研究社）2002年3月　ISBN 9784054016392
- 『マルサ!!東京国税局査察部（ノベライズ）』（白夜書房）2003年6月　ISBN 9784893678782
- 『風景印散歩 -東京の街並み再発見』（日本郵趣出版）2003年8月　ISBN 9784889636291
- 『ヤンキー母校に帰る（ノベライズ）』（竹書房文庫）2003年12月　ISBN 9784812414569
- 『「3年B組金八先生」25周年記念メモリアル ―すべての人に捧げる“贈る言葉”』（角川書店）2004年6月 ISBN 9784047215153
- 『君が想い出になる前に（ノベライズ）』（竹書房文庫）2004年9月　ISBN 9784812418529
- 『キミ犯人じゃないよね？（ノベライズ）』（角川グループパブリッシング）2008年6月　ISBN 9784048738576
- 『花の生涯～梅蘭芳～（ノベライズ）』（角川グループパブリッシング）2009年2月　ISBN 978-4042981015
- 『ヴォイス命なき者の声（ノベライズ）』（扶桑社）2009年3月　ISBN 9784594059033
- 『魔女裁判（ノベライズ）』（扶桑社）2009年7月　ISBN 9784594059958
- 『東京「風景印」散歩365日 -郵便局でめぐる東京の四季と雑学』（同文舘出版）2009年10月　ISBN 9784495586010
- 『風景スタンプぷらぷら横浜』（日本郵趣出版）2011年7月　ISBN 9784889637328
- 『風景スタンプワンダーランド -郵便局にある風景入り消印の楽しみ方-』（日本郵趣出版）2012年4月　ISBN 9784889637427
- 『切手女子も大注目！ふるさと切手＋風景印マッチングガイド』（日本郵趣出版）2014年5月　ISBN 9784889637663

### 共著
- 『オフィシャルガイドブック相棒』（ムック／扶桑社）2006年10月　ISBN 9784594604646
- 『オフィシャルガイドブック相棒-劇場版-絶体絶命!42.195km東京ビッグシティマラソン』（ムック／扶桑社）2008年3月　ISBN 9784594605308
- 『オフィシャルガイドブック相棒シリーズ鑑識・米沢守の事件簿』（ムック／扶桑社）2009年3月　ISBN 9784594605957
- 『オフィシャルガイドブック相棒vol.2』（日本工業新聞社）2009年10月　ISBN 9784819150057